# Bistrița (řeka)
Bistrița (rumunsky Râul Bistrița) je řeka v Rumunsku (župy Maramureș, Suceava, Neamț, Bacău). Je 272 km dlouhá. Povodí má rozlohu 7900 km².

## Průběh toku
Pramení v masivu Rodna ve Východních Karpatech a protéká hornatou krajinou, v níž se široká údolí střídají se soutěskami. Ústí zprava do Siretu (povodí Dunaje).

## Vodní stav
Průměrný roční průtok vody v ústí činí přibližně 55 m³/s, maximální 5000 m³/s a minimální 15 až 20 m³/s. Nejvyšších vodních stavů dosahuje na přelomu jaře a léta.

## Využití
Na řece byla vybudována soustava vodních elektráren. Využívá se také k zavlažování a k plavení dřeva. Na řece leží města Piatra Neamț, Buhuși, Bacău.